# Floh-Seligenthal
Floh-Seligenthal ist eine Einheitsgemeinde im Landkreis Schmalkalden-Meiningen im Südwesten des Freistaats Thüringen.

## Geografie

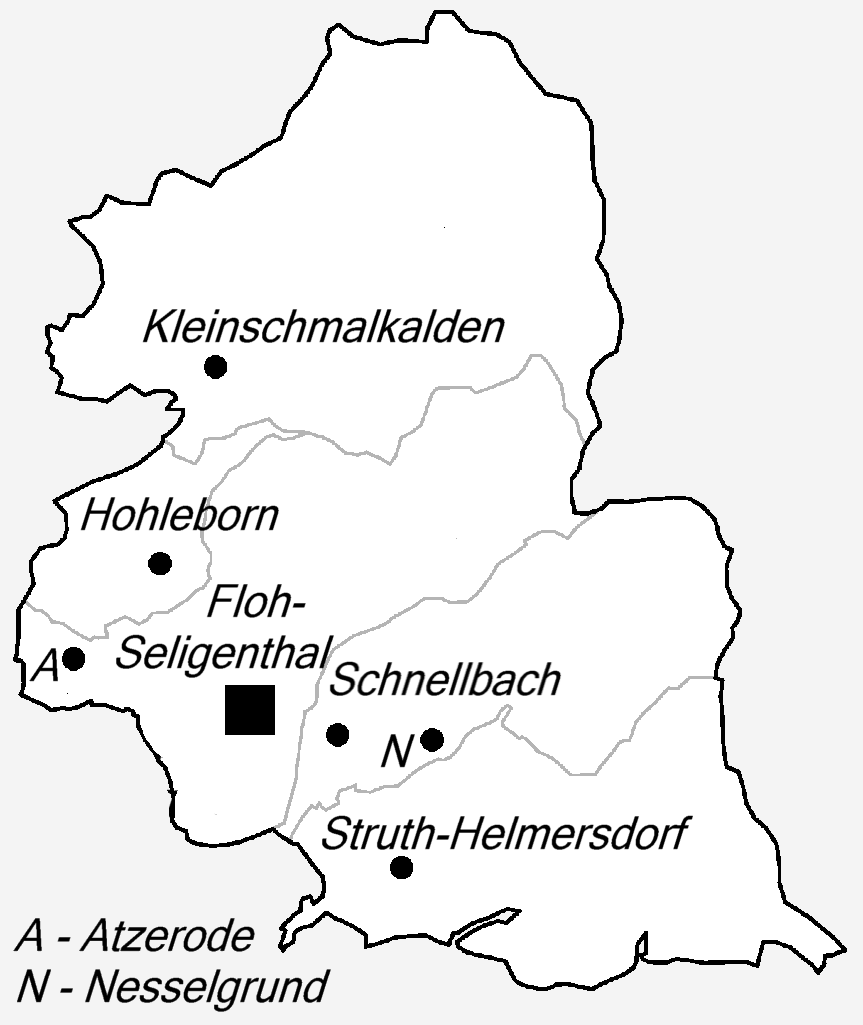
Gemeindegliederung

### Geographische Lage
Floh-Seligenthal liegt im Norden des Landkreises Schmalkalden-Meiningen am Südwesthang des Thüringer Waldes direkt am Rennsteig. Die absolute Höhe der Ortslagen schwankt zwischen 340 m ü. NN und 480 m ü. NN. Die Gemeinde liegt am Oberlauf des Flusses Schmalkalde.
Die zum Rennsteig hin gelegenen Berge haben Höhen von über 800 m ü. NN und sind über ein umfangreiches Wanderwegenetz gut erreichbar. Auf etwa 780 m ü. NN ist der weit über die Region hinaus bekannte Bergsee Ebertswiese gelegen.
Angrenzende Gemeinden sind Brotterode-Trusetal, Fambach, Schmalkalden, Steinbach-Hallenberg sowie Tambach-Dietharz, Georgenthal, Friedrichroda und Tabarz.

### Gemeindegliederung
Die Gemeinde hat sechs Ortsteile: Floh, Seligenthal (mit dem Weiler Atzerode), Hohleborn, Kleinschmalkalden, Schnellbach (mit dem Weiler Nesselhof) und Struth-Helmershof.

## Sprache
Floh-Seligenthal liegt am Rennsteig und damit an einer markanten Sprachgrenze. Auf der südwestlichen Seite des Rennsteigs spricht man in der Region um Floh-Seligenthal Hennebergisch, einen ostfränkischen Dialekt. Schon in den nur wenige Kilometer jenseits des Rennsteigs gelegenen Orten Friedrichroda und Tambach-Dietharz herrscht mit der zentralthüringischen Sprache ein vollkommen fremder Dialekt vor.

## Geschichte

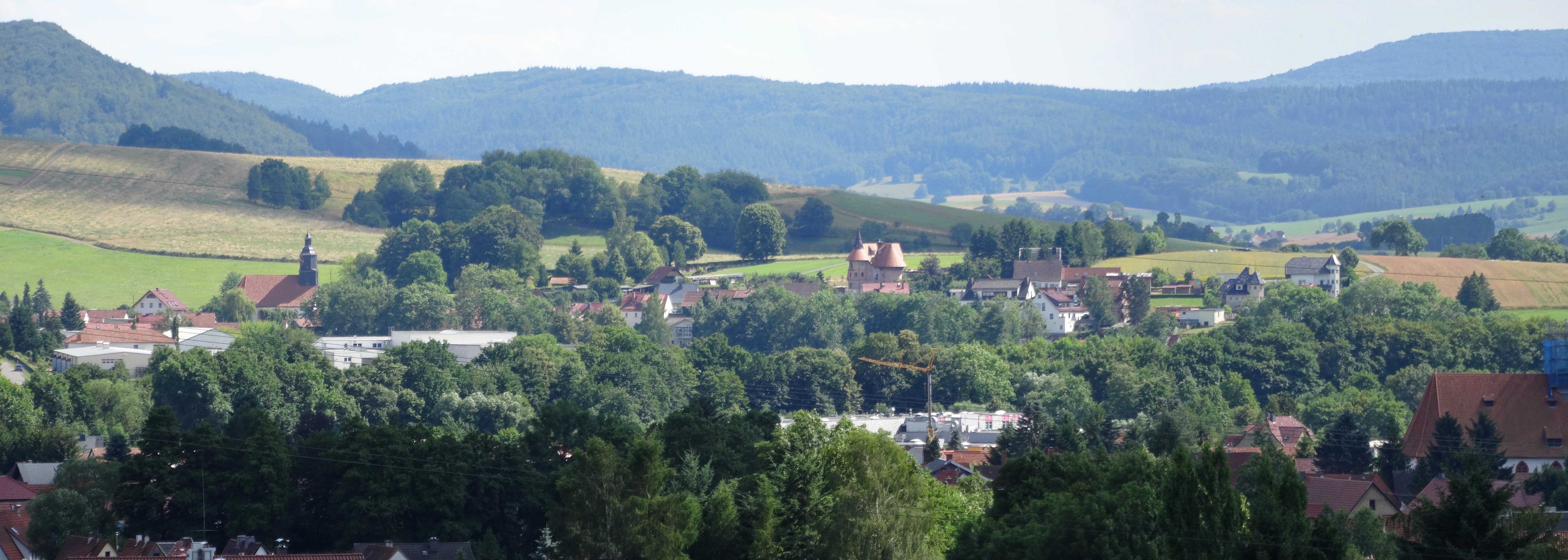
Ortsteil Floh

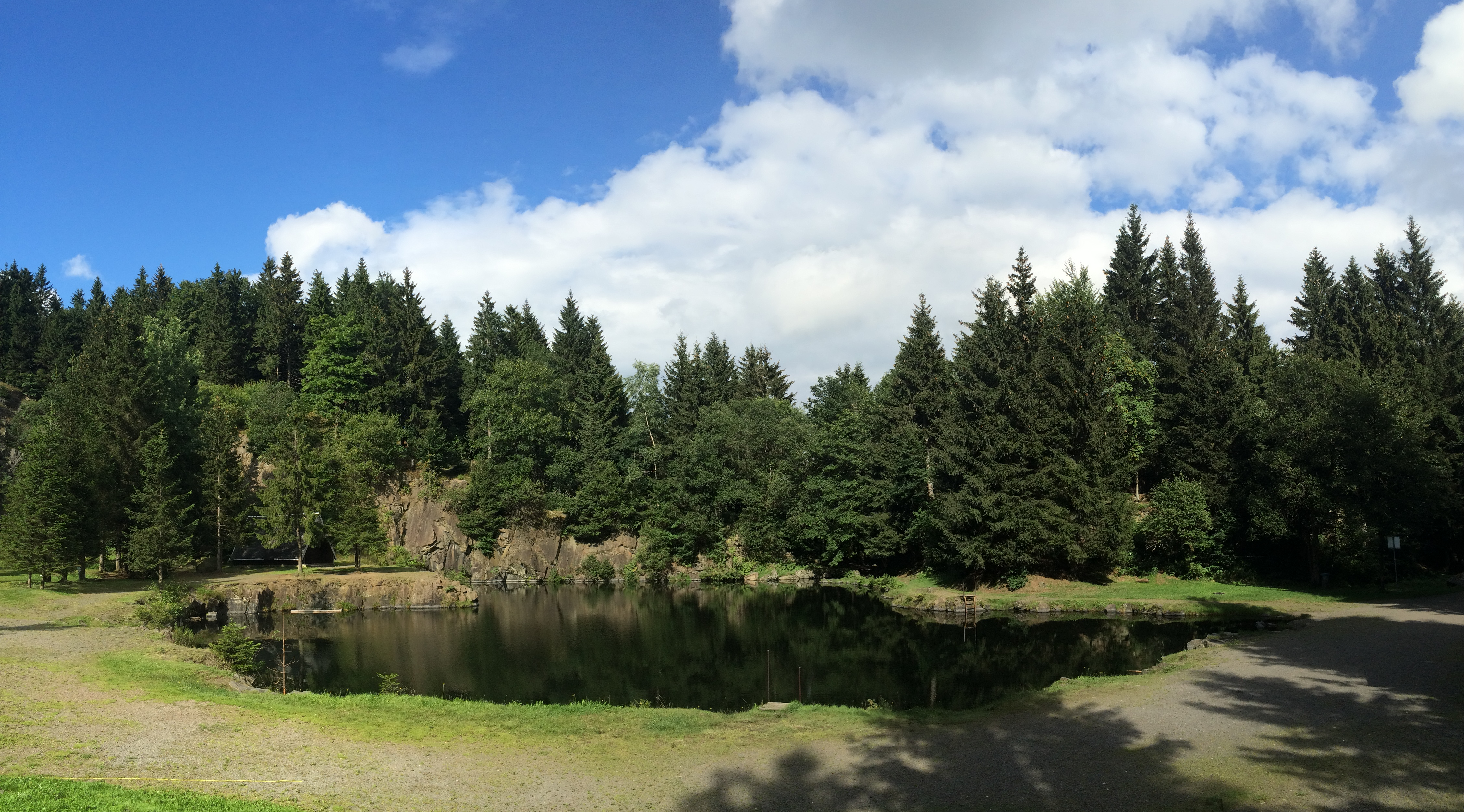
Bergsee Ebertswiese

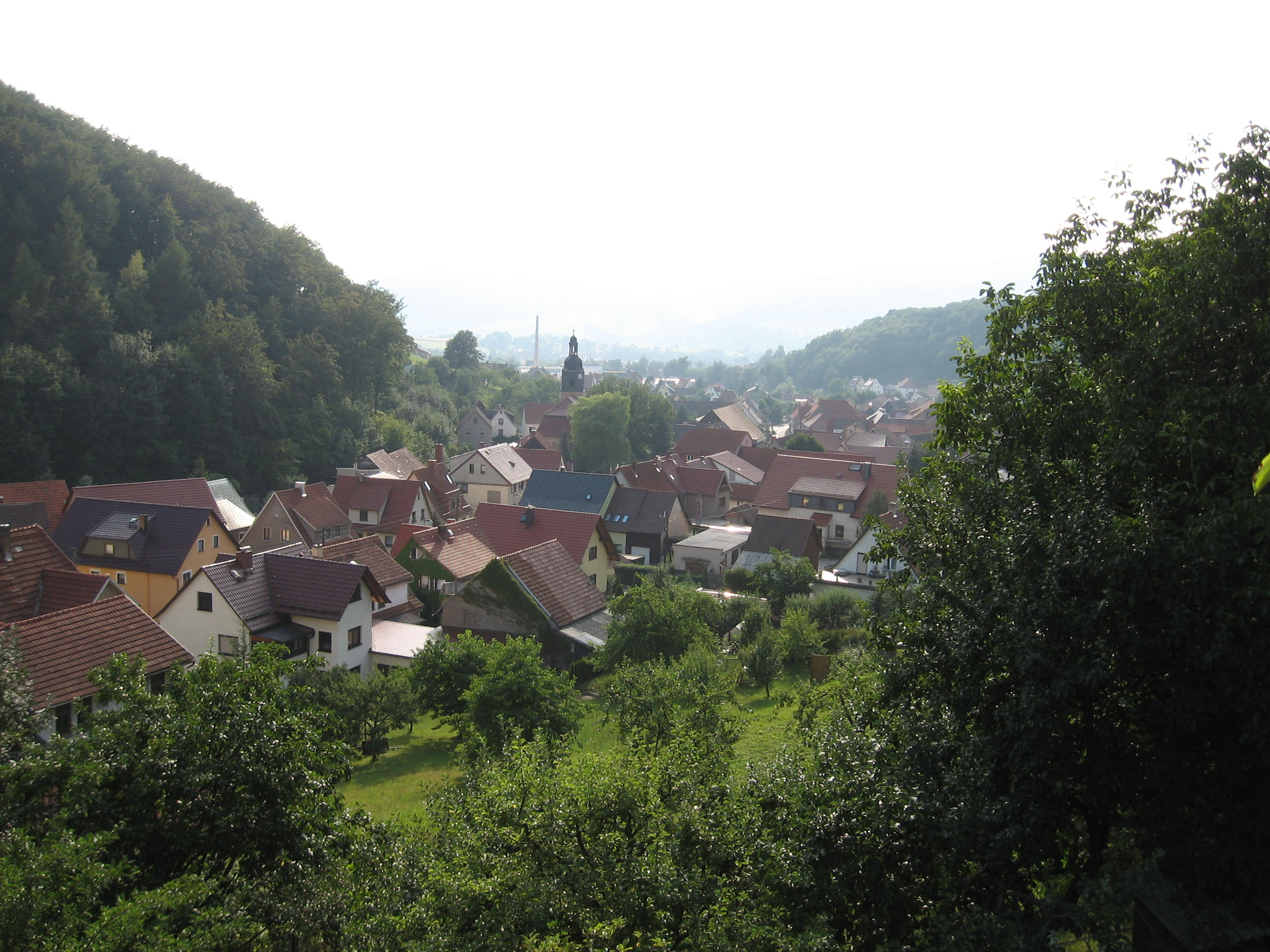
Ortsteil Schnellbach

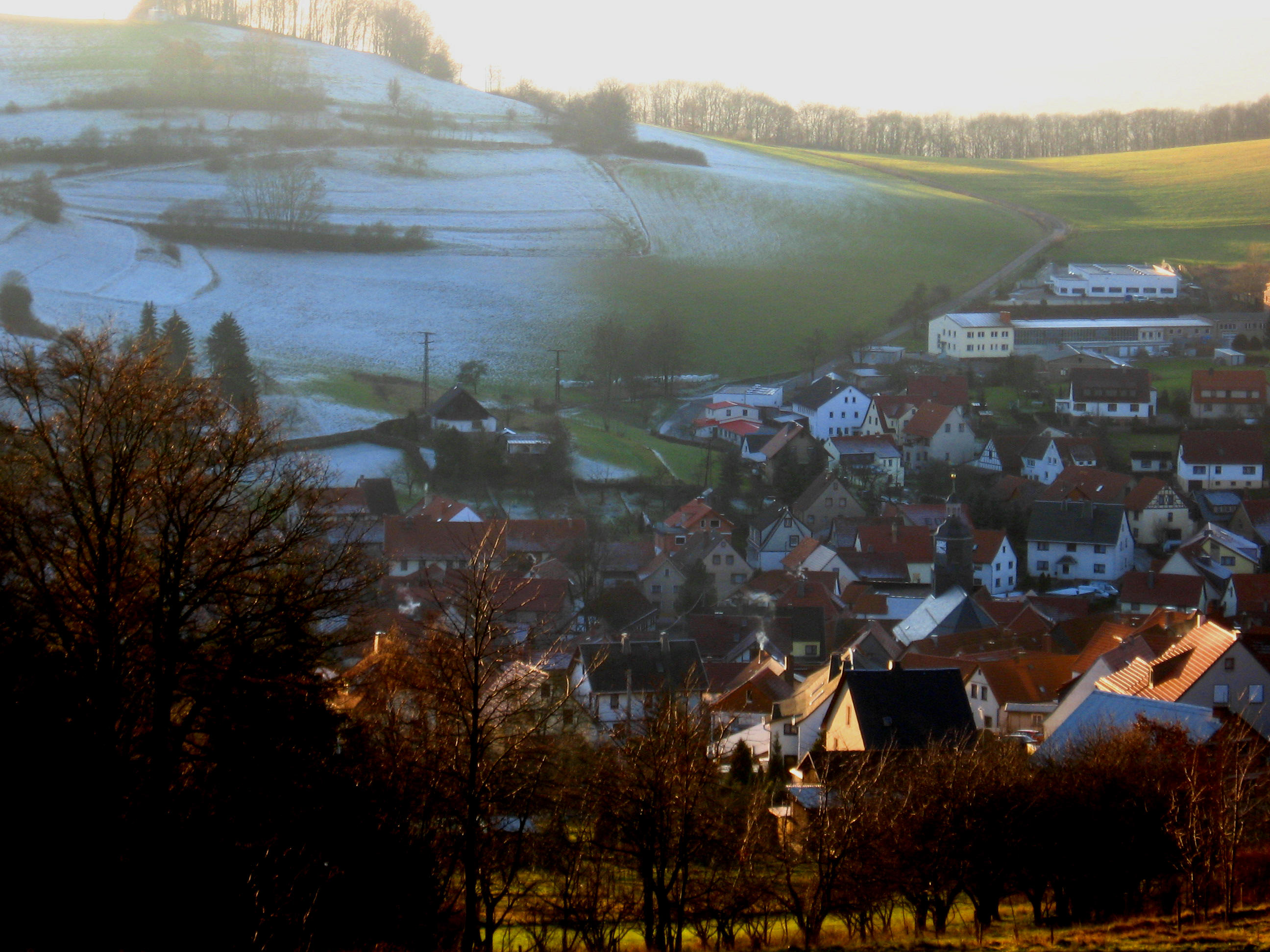
Ortsteil Struth-Helmershof

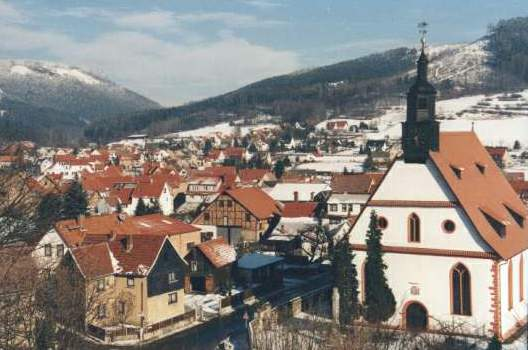
Ortsteil Seligenthal

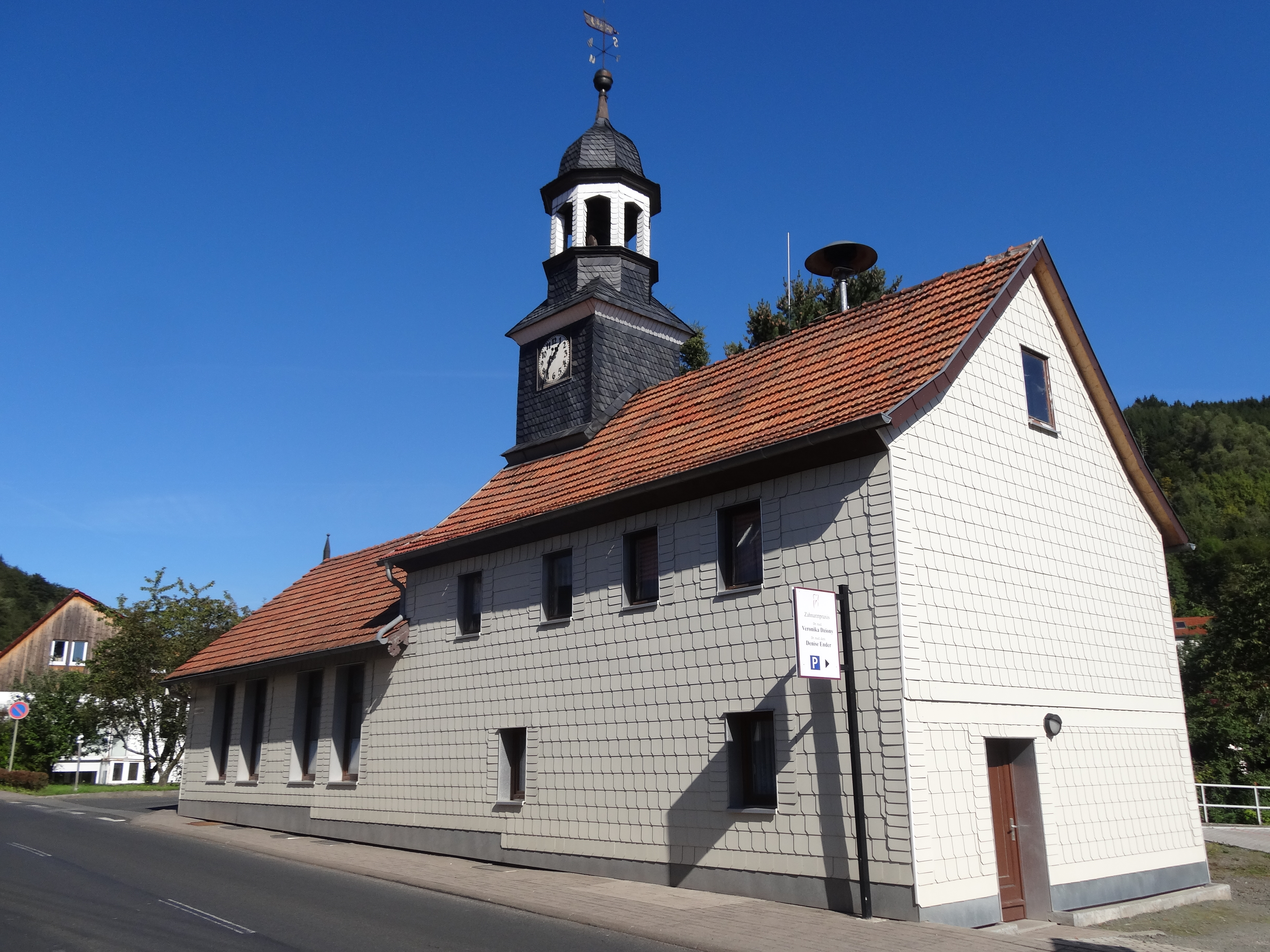
Ortsteil Hohleborn (Gemeindehaus)

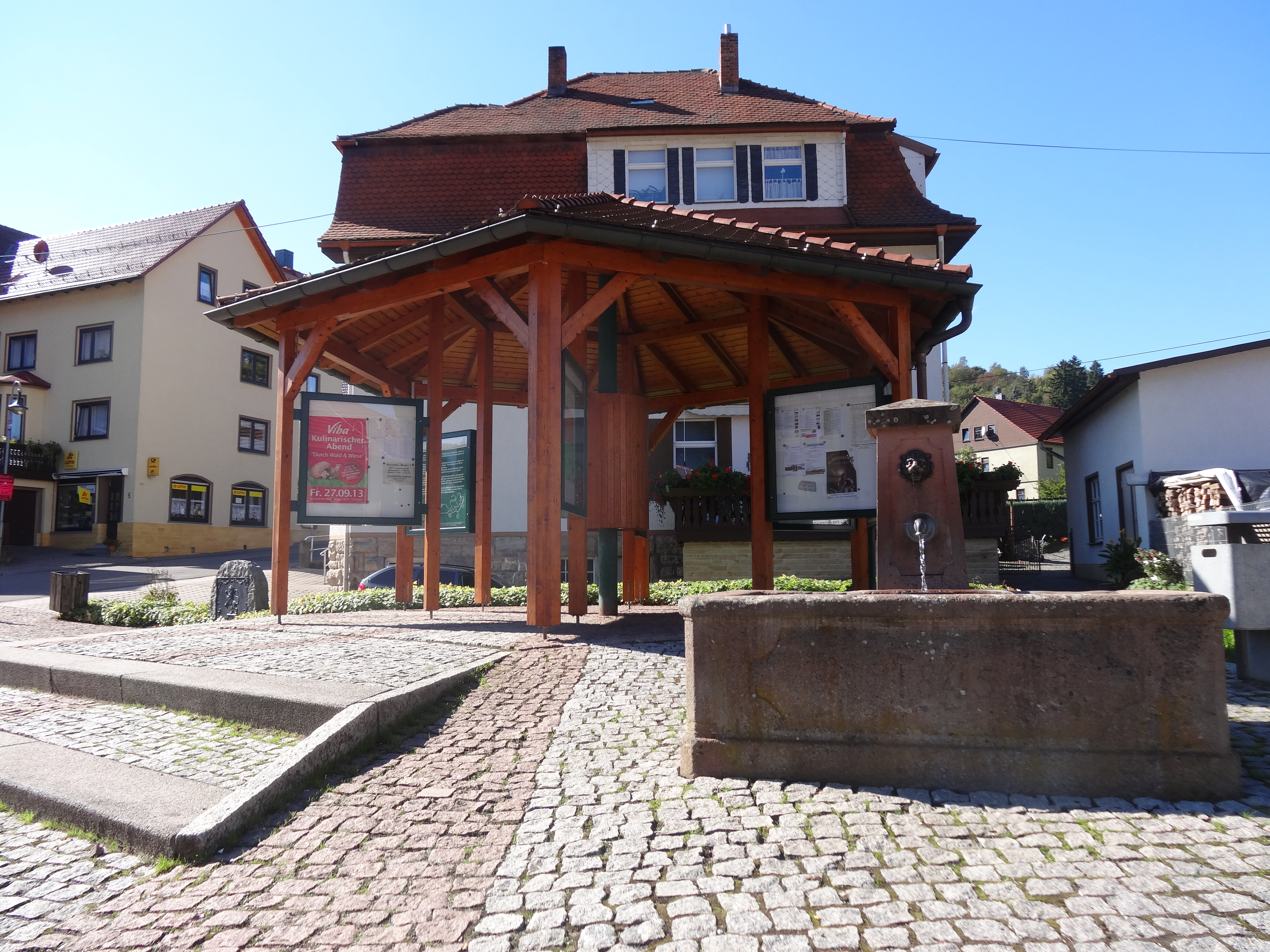
Ortsteil Kleinschmalkalden (Zentraler Dorfplatz mit Brunnen)

Die alten fränkischen Siedlungen, die sich im Mittelalter zu kleinen Walddörfern entwickelten, wurden im Laufe des 14. Jahrhunderts von den hennebergischen Grafen erstmals urkundlich erwähnt.

### Floh
Der Ort Floh taucht im Jahr 1340 erstmals als „Flo“ in einem hennebergischen Besitzregister auf. Der Ortsname geht auf das mittelhochdeutsche Wort vlowe (waschen, spülen) zurück, das auch dem Flohbach seinen Namen gab. Es gibt Berichte, allerdings keine Dokumente, über eine Falkenburg in der Umgebung von Floh. Spuren an einem steilen Felsblock weisen auf eine Kernburg mit hohem Wall und vorgelagertem Graben hin. Innerhalb dieses Geländes sind Gruben als Keller von Gebäuden deutbar.
Dreimal kam es in Floh zu Großbränden (1895, 1902, 1903). Dabei wurden insgesamt über 420 Häuser, vor allem fränkische Fachwerkhäuser, zerstört.

### Schnellbach mit dem Weiler Nesselhof
Das ehemals „Sneylbach“ genannte Dorf wird urkundlich im Jahr 1340 erstmals erwähnt. Dass die Siedlung vorher schon existierte, ist allerdings relativ sicher. Bereits 1290 wurden Aufzeichnungen über ein Hospiz „Sankt Nikolaus“ am Nesselhof gemacht.
Der Name Schnellbach rührt offenbar von dem schnell durch das Tal fließenden Flohbach her. Dieser trat im Sommer 1981 bei einem schweren Wolkenbruch über die Ufer und sorgte für einen Ausnahmezustand im Ort und den weiter stromabwärts gelegenen Gemeinden. Zahlreiche Keller wurden überschwemmt und das Pflastersteinrelief der Hauptstraße vollends zerstört.

### Struth-Helmershof
Struth und Helmershof waren ursprünglich zwei getrennte Landgemeinden, bis sie 1936 vereinigt wurden. Die erste urkundliche Erwähnung der Struth datiert aus dem Jahr 1340. Der Helmershof war einst ein freiadeliges Hofgut, um das sich ein kleines Dorf entwickelte und später in den Besitz der Stadt Schmalkalden kam, bevor es 1936 mit der Struth zu Struth-Helmershof vereinigt wurde.
Am 1. Januar 1996 wurde Struth-Helmershof nach Floh-Seligenthal eingemeindet.

### Seligenthal mit dem Weiler Atzerode
Die erste schriftliche Erwähnung Seligenthals stammt vom 16. Oktober 1320. Die Urkunde ist ein Kaufbrief, in der ein gewisser Wolfram Schrimpf dem Grafen Berthold von Henneberg mehrere Güter überlässt, darunter auch „Selgenthal“.
Bergknappensiedlungen gab es offenbar aber auch hier schon lange Zeit vorher. Die Bedeutung des Bergbaus für die Entwicklung der gesamten Region war groß. Mit der Entstehung mehrerer Eisenschmelzöfen, Zain- und Drahthämmer wurde die Eisen- und Stahlwarenproduktion über Jahrhunderte zur Lebensgrundlage der Einwohner. Bis in die zweite Hälfte des 20. Jahrhunderts hinein wurde in der Grube „Stahlberg“ in Atzerode qualitativ hochwertiges Eisenerz gefördert. Der anschließende und bis zum Anfang der 90er Jahre betriebene Fluss- und Schwerspatabbau prägt noch heute das Landschaftsbild in und um Atzerode.
Während des Dreißigjährigen Krieges wurde Seligenthal im Jahr 1636 überfallen, geplündert und bis auf 3 Häuser niedergebrannt.
Zwischen 1687 und 1698 entstand in Seligenthal eine Barockkirche, die mit zahlreichen Gemälden an Decke und Emporen geschmückt ist.

### Hohleborn
Hohleborn wurde erstmals 1340 urkundlich erwähnt. Der Ort gehörte zum Amt Schmalkalden der hessischen Herrschaft Schmalkalden.
Seit dem 1. Juni 1994 ist Hohleborn Teil der Gemeinde Floh-Seligenthal.

### Kleinschmalkalden
Kleinschmalkalden wurde erstmals 1378 urkundlich erwähnt. Kleinschmalkalden war über Jahrhunderte geteilt: Der westlich der Schmalkalde gelegene Teil wurde 1465 erstmals erwähnt und gehörte zum Amt Brotterode in der Herrschaft Schmalkalden, einer Exklave der Landgrafschaft Hessen-Kassel (ab 1866 zu Preußen). Nach 1500 entstand östlich der Schmalkalde eine Ansiedlung, welche zum Amt Tenneberg im Herzogtum Sachsen-Gotha (1640–1918) und ab 1920 zum Freistaat Thüringen gehörte. Aufgrund dessen gibt es im Ort zwei evangelische Kirchen: eine Hessische und eine Gothaische Kirche. Die Vereinigung beider Ortsteile erfolgte am 1. Oktober 1945. Von 1945 bis 1990 trug der Ort den Namen Pappenheim zur Erinnerung an den von den Nationalsozialisten ermordeten Politiker Ludwig Pappenheim. Am 27. Juli 1990 wurde die Gemeinde wieder in Kleinschmalkalden umbenannt. Seit dem 1. Februar 2006 ist Kleinschmalkalden ein Ortsteil der Gemeinde Floh-Seligenthal.
Im Ort befindet sich die größte Kuhglocke der Welt. Sie hat eine Höhe von ca. 3,28 Meter und ein Gewicht von 920 Kilogramm.

### Entwicklung in der Gegenwart
Die Gemeinde Floh-Seligenthal entstand durch den freiwilligen Zusammenschluss der sechs ehemals selbständigen Gemeinden. Nachdem sich am 1. Juni 1994 Floh, Seligenthal und Hohleborn zusammengeschlossen hatten, folgte am 1. Januar 1996 Struth-Helmershof. Zum 1. Februar 2006 wurde schließlich mit Kleinschmalkalden der letzte Ortsteil eingemeindet.
Schnellbach wurde am 6. Mai 1993 nach Floh eingemeindet.

## Einwohnerentwicklung
Die Entwicklung der Einwohnerzahl ist vor allem geprägt durch die Eingemeindung des Ortsteils Struth-Helmershof 1996 sowie des Ortsteils Kleinschmalkalden 2006. Diese führten jeweils zu einem starken Einwohnerzuwachs. Außerhalb dieser Eingemeindungen kann man einen generellen Trend zum Einwohnerverlust innerhalb der letzten zwei Jahrzehnte beobachten:
| - 1994: 4.140 - 1995: 4.174 - 1996: 5.500 - 1997: 5.502 - 1998: 5.528 - 1999: 5.489 - 2000: 5.476 - 2001: 5.429 - 2002: 5.362 - 2003: 5.341 | - 2004: 5.339 - 2005: 5.282 - 2006: 6.745 - 2007: 6.638 - 2008: 6.512 - 2009: 6.408 - 2010: 6.316 - 2011: 6.247 - 2012: 6.209 - 2013: 6.178 | - 2014: 6.154 - 2015: 6.138 - 2016: 5.996 - 2017: 5.943 - 2018: 5.900 - 2019: 5.889 - 2020: 5.895 - 2021: 5.866 - 2022: 5.718 - 2023: 5.616 | - 2024: 5.566 |

## Politik

### Gemeinderat
Der Gemeinderat von Floh-Seligenthal zählt 20 Gemeinderäte und setzt sich seit der Kommunalwahl 2019 wie folgt zusammen:
| Gemeinderatswahl Floh-Seligenthal 2019Wahlbeteiligung: 66,0 % 50403020100 42,5 %37,7 %11,4 %8,4 % FDPCDUSPDLinkeGewinne und Verlusteim Vergleich zu 2014 %p 10 8 6 4 2 0 −2 −4 −6 −8−10+9,6 %p−8,8 %p+0,5 %p−1,2 %pFDPCDUSPDLinke | Sitzverteilung im Gemeinderat Floh-Seligenthal seit 2019Insgesamt 20 Sitze - Linke: 2 - SPD: 2 - CDU: 8 - FDP: 8 |

| Verschuldungsstand :   | 0 Euro (seit 11/2011) |
| Pro-Kopf-Verschuldung: | 0 Euro (seit 11/2011) |

Als Bürgermeister wurde in der Stichwahl vom 6. Mai 2012 Ralf Holland-Nell (CDU) gewählt.

### Wappen
Blasonierung: Das Gemeindewappen ist halbgespalten und geteilt und zeigt oben vorn in Silber eine grüne Fichte, beseitet von je einer kleineren grünen Fichte; das linke obere Feld ist neunmal von Rot und Silber geteilt und mit einem blauen schräglinken Wellenbalken belegt; das untere Feld zeigt in Silber einen gemauerten roten Brückenbogen über gekreuzten schwarzen Hammer und Schlägel.

### Partnerschaften
Floh-Seligenthal unterhält Partnerschaften mit Châteauneuf-en-Thymerais (Frankreich) und Körle (Hessen).

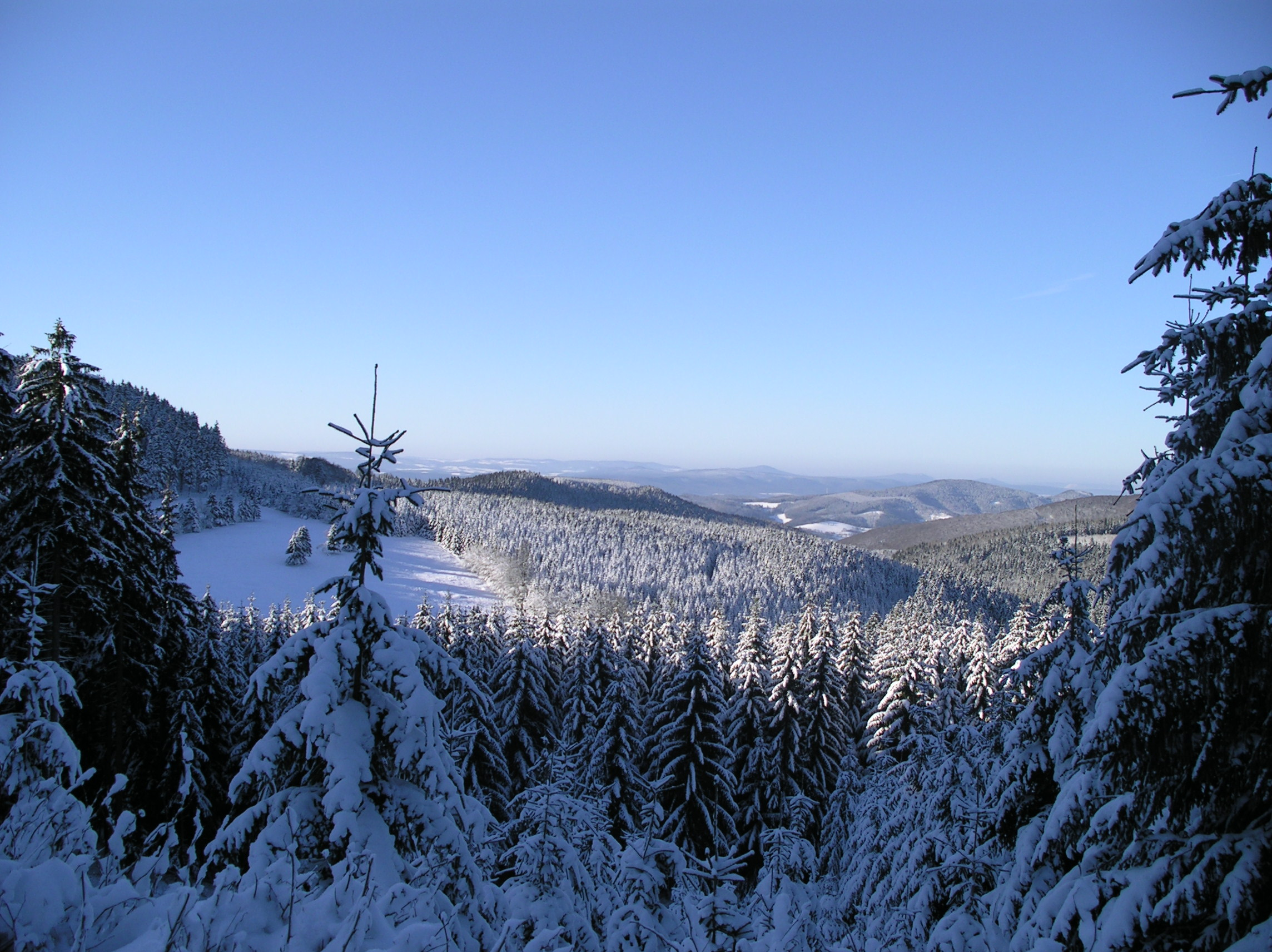
Verschneiter Winterwald oberhalb von Struth-Helmershof

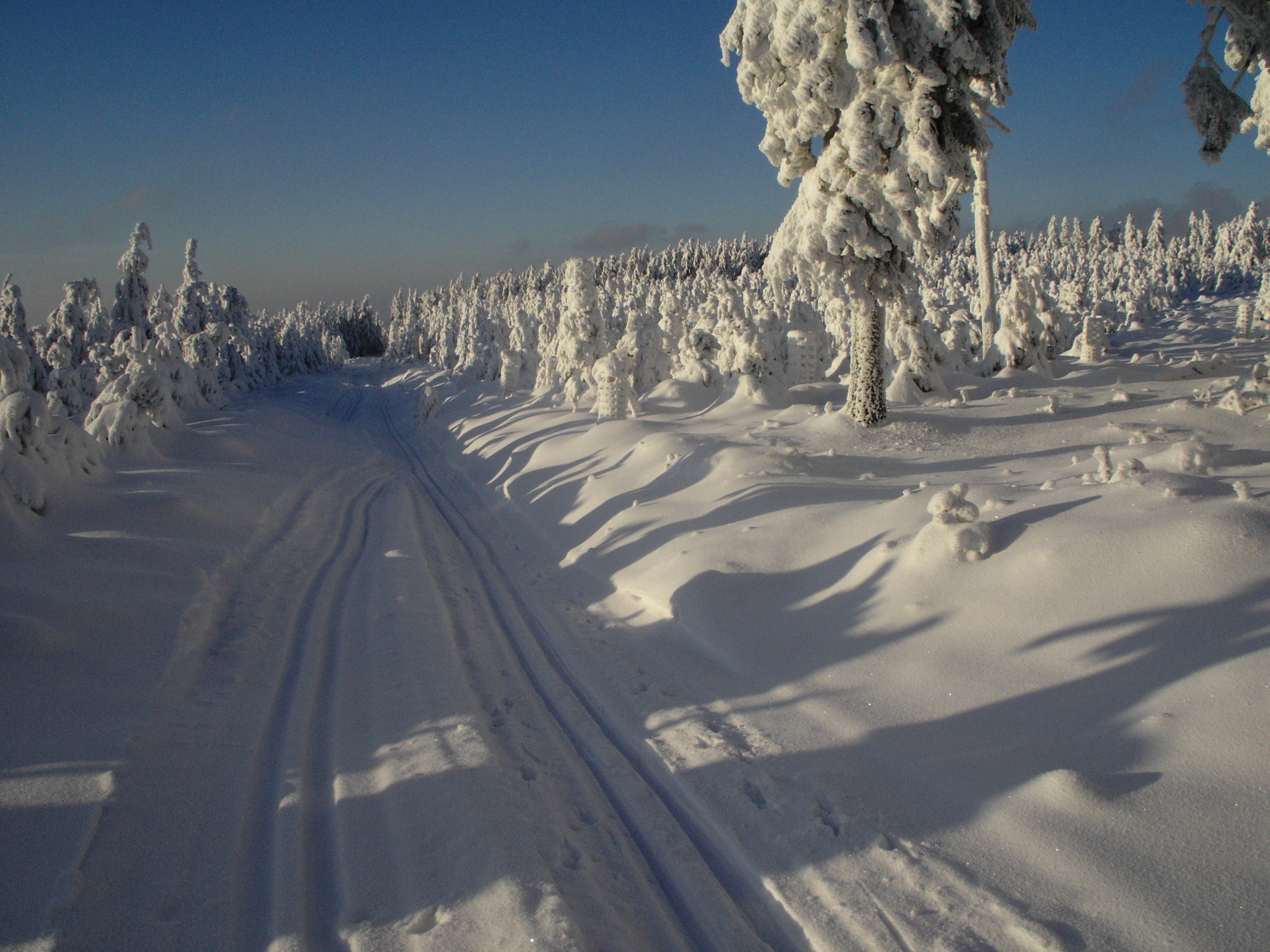
Salzkopf im Winter

## Wirtschaft und Infrastruktur

### Wirtschaft
In Floh-Seligenthal gibt es derzeit vier ausgewiesene Gewerbegebiete mit einer Fläche von insgesamt etwa 22,5 ha. Zu den wichtigsten Branchen zählen vor allem die Metallver- und -bearbeitung, die Holzverarbeitung, die Kunststoffverarbeitung, die Lebensmittel- und Süßwarenindustrie (Viba) sowie das Bauhaupt und -nebengewerke.
Viele ortsansässige kleine und mittelständische Unternehmen und Handwerksbetriebe sind die Grundlage der relativ niedrigen Arbeitslosenquote, die meist unter dem Bundesdurchschnitt liegt.

### Bildung
Eine kommunale Kinderkrippe gibt es im Ortsteil Seligenthal.
Innerhalb der Gemeinde gibt es vier Kindergärten, davon zwei kommunale Kindergärten (Ortsteile Seligenthal und Schnellbach), einen Kindergarten des Arbeiter-Samariter-Bundes (Ortsteil Kleinschmalkalden) sowie eine private Kindertagesstätte (Ortsteil Schnellbach).
Der Ortsteil Floh beheimatet eine Staatliche Grundschule sowie eine Staatliche Regelschule, die von den Schülern der Ortsteile besucht wird.

### Sportanlagen
In den Ortsteilen Floh, Seligenthal und Struth-Helmershof wurden in den vergangenen Jahren die Rasensportplätze modernisiert und jeweils mit Flutlichtanlagen ausgestattet.
Modernisiert wurde von 1995 bis 1996 auch das Bergschwimmbad Struth-Helmershof, das nun über ein Edelstahlbecken, eine Rutsche sowie eine Solarheizung verfügt.

### Verkehr
Der Bahnhof Floh-Seligenthal lag an der Bahnstrecke Schmalkalden–Brotterode. Der Personenverkehr wurde im Jahr 1996 eingestellt. Diese Strecke ist heute stillgelegt und fungiert als Mommelstein-Bahnradweg. 
Floh-Seligenthal ist über die Buslinie 851 an die Nahverkehrsgesellschaft des Landkreises Gotha und über die Buslinien 445 und 446 an die Meininger Busbetriebs GmbH angebunden.
Durch den Ort zieht sich von Schmalkalden (ca. 3 km entfernt) aus kommend die L1026 und führt über Kleinschmalkalden (ca. 4 km entfernt) nach Friedrichroda (ca. 16 km entfernt). Im Ort zweigen ab:
- die L1028, über Nesselhof (ca. 6 km entfernt) nach Tambach-Dietharz (ca. 12 km entfernt) und Ohrdruf (ca. 24 km entfernt).
- die L1117, über Struth-Helmershof (ca. 2 km entfernt) nach Steinbach-Hallenberg (ca. 11 km entfernt)
- die L1126, nach Brotterode-Trusetal (ca. 7 km entfernt)

## Kultur und Sehenswürdigkeiten
Floh-Seligenthal ist seit dem Jahr 2000 „Staatlich anerkannter Erholungsort“. Unweit von Seligenthal finden sich Reste der frühgeschichtlichen Burg Falkenburg.

## Persönlichkeiten
- Am 9. November 1745 wurde in Struth der Kantor und Komponist Johann Michael Bach geboren.
- Am 10. Januar 1701 wurde in Floh der Organist und Komponist Johann Caspar Simon geboren.
- Der ehemalige Minister für Bau und Verkehr des Freistaates Thüringen, Andreas Trautvetter, wurde am 21. September 1955 im damaligen Pappenheim geboren.
- Am 15. März 1844 wurde in Floh der spätere Landrat des Kreises Simmern (von 1875 bis 1894) und später in Kassel als Geheimrat und Geheimen Regierungsrat tätigen Alexander Wenderhold, geboren.
- Die Gemeinde Floh-Seligenthal ist die Heimat mehrerer erfolgreicher Wintersportler. Im Ortsteil Struth-Helmershof kam am 29. Dezember 1960 Carola Anding zur Welt, eine ehemalige deutsche Skilangläuferin. Hier leben der Ski-Langläufer Gerhard Grimmer, die Ski-Langläuferin Carola Jacob und der Biathlet Matthias Jacob. Der Biathlet Frank Luck ist im Ortsteil Seligenthal aufgewachsen. Der Bobsportler René Hoppe lebt in Struth-Helmershof. Aus Floh stammt die Biathletin Juliane Döll. Ebenfalls in Seligenthal lebt der Biathlet Sven Fischer.
- Der FDP-Politiker und Mitglied des Deutschen Bundestages Gerald Ullrich wohnt in Floh-Seligenthal.